# Iolanda de Dreux, Duquesa da Borgonha
Iolanda de Dreux, (em francês:  Yolande de Dreux; c. 1212/1213 - 1248), é a filha de Roberto III, conde de Dreux, e de Leonor, Senhora de Saint-Valery. 
Esta nobre francesa pertencia à Casa de Dreux, ramo cadete da Dinastia capetiana. Por casamento, veio a ser duquesa de Borgonha. 
Em 1229, ela casa com Hugo IV, duque da Borgonha.
Deste casamento nasceram:
1. Eudo (Eudes) (1230-1269), conde de Nevers, Auxerre e Tonnerre;
2. João (Jean) (1231-1267), senhor de Bourbon e conde de Charolles, casou com Inês de Dampierre;
3. Adelaide (Adelaïde) também conhecida por Alice de Brabante (1233-1273), casada em 1251 com Henrique III de Brabante, duque de Brabante;
4. Margarida (Marguerite) (m. 1277) casada em 1239 com Guilherme III de Mont-St-Jean, e em 1259 com Gui VI Limoges, visconde de Limoges;
5. Roberto II (Robert II) (1248-1306), seu sucessor no ducado e casado com princesa Inês da França, filha do rei Luís IX de França e de Margarida da Provença.

Iolanda morreu a 30 de outubro de 1248, durante a estadia do meu marido, o duque da Borgonha, na Terra Santa sendo sepultada na Abadia de Cîteaux.
Ao enviuvar, Hugo IV volta a casar, desta vez com Beatriz, filha de Teobaldo I, rei de Navarre e conde de Champanhe.
| Iolanda de Dreux, Duquesa da Borgonha Casa de DreuxNascimento: 1212 Morte: 1248 |                               |                                 |
| Precedido por Alice de Vergy                                                    | Duquesa da Borgonha 1218–1248 | Sucedido por Beatriz de Navarra |